# Джимильяно
Джимильяно (итал. Gimigliano) — коммуна в Италии, располагается в регионе Калабрия, подчиняется административному центру Катандзаро.
Население составляет 3612 человека, плотность населения составляет 111,3 чел./км². Занимает площадь 32,5 км². Почтовый индекс — 88045. Телефонный код — 0961.
Покровителем коммуны почитается Иосиф Обручник, празднование 19 марта.